# Aeglidae
Aeglidae is een familie van kreeftachtigen uit de klasse van de Malacostraca (hogere kreeftachtigen).

## Geslacht
- Aegla Leach, 1820